# Terraço e fonte Bethesda
Vista da fonte
O Terraço e fonte Bethesda são duas características arquitetônicas com vista para a margem sul do lago The Ramble no Central Park. A fonte, com sua estátua do Anjo das Águas, está localizada no centro do terraço.
Os dois níveis do Terraço Bethesda são unidos por duas grandes escadarias e uma menor que passa sob a Terrace Drive. Eles fornecem passagem em direção ao sul para o Central Park Mall e Naumburg Bandshell no centro do parque. O terraço superior flanqueia a Rua 72nd e o terraço inferior oferece uma visão do lago. A pedra esculpida de cor mostarda oliva é o arenito de New Brunswick, com uma pedra mais dura como coroamento, com degraus e patamares de granito, e pavimentação com padrão em espinha de tijolo romano colocado na borda.

## Construção
O Terraço e a Fonte Bethesda formam a extremidade norte do Central Park Mall, a única característica formal no projeto original do parque, o Plano Greensward.
A construção do terraço e da fonte ocorreu durante a Guerra Civil Americana. Apenas duas estruturas principais, além do Terraço Bethesda, foram concluídas durante a Guerra Civil: a Estante de Música e o Restaurante Casino, ambos demolidos. No final de 1861, o trabalho no Terraço Bethesda estava bem encaminhado. A cantaria a ser instalada no terraço chegou em 1862, e a alvenaria da fonte foi instalada por volta de 1863. Em 1864, o trabalho em pedra do Terraço Bethesda foi concluído, exceto por pequenos detalhes, e a comissão do Central Park contratou um escultor para projetar as figuras da Fonte. O nível superior do Terraço foi quase todo construído em 1867, quando as figuras da Fonte estavam sendo fundidas em bronze. A Fonte Bethesda foi oficialmente concluída em 1873.

## Terraço Bethesda
O Terraço Bethesda tornou-se um local para almoço ao ar livre no final da década de 1960, depois se tornou um local de reunião para a geração Hair antes de se transformar em um local de tráfico de drogas na década de 1970. O terraço, projetado por Calvert Vaux com decoração escultural de Jacob Wrey Mold, foi restaurado em 1982, tendo suas pedras desmontadas, limpas, as superfícies deterioradas removidas, restauradas, remendadas e redefinidas. Em 1986, seguiram-se a remodelação com 50 novas árvores, 3.500 arbustos e 3.000 plantas de cobertura do solo especificadas por Philip Winslow. No entanto essas plantas foram removidas em 2008 para dar lugar a plantas nativas dos Estados Unidos.
As placas encáusticas Mintons do teto da arcada entre as escadas laterais, projetadas por Mold, foram removidas na reforma dos anos de 1980 porque a Comissão de Preservação de Marcos da cidade de Nova York considerou as placas muito caras para restaurar. Em vez disso, a Comissão aprovou a encomenda de um mural no teto em seu lugar. O prefeito Ed Koch declarou em junho de 1987 que os azulejos seriam restaurados. Mesmo assim, as telhas ficaram armazenadas por mais de 20 anos, até que a TNC recebeu uma doação privada para sua restauração. A Conservancy embarcou em um esforço de restauração de US$ 7 milhões para devolver as telhas Minton em 2004. Uma equipe de sete técnicos de conservação limpou e consertou mais de 14.000 telhas originais à mão. Apenas três painéis de réplicas de ladrilhos foram necessários para substituir aqueles que haviam sido danificados sem possibilidade de reparo. Os ladrilhos foram reinstalados em 2007.

## Fonte Bethesda
A Fonte Bethesda é o elemento central no nível inferior do terraço, construído entre 1859 e 1864, que é encerrado por duas balaustradas elípticas.
O lago é centrado por uma escultura de fonte projetada por Emma Stebbins em 1868 e inaugurada em 1873. Stebbins foi a primeira mulher a receber uma encomenda pública para uma grande obra de arte na cidade de Nova York. A estátua de bronze de quase 2,5 metros retrata um anjo alado feminino tocando o topo da fonte, onde a água jorra e cai em uma bacia superior e no lago ao redor. Era a única estátua do parque prevista no projeto original. Abaixo dela estão quatro querubins de mais de um metro de comprimento, representando Temperança, Pureza, Saúde e Pa . Também chamado de Anjo das Águas, a estátua se refere a Cura do paralítico em Betesda , uma história do Evangelho de João sobre um anjo abençoando o tanque de Betesda, dando-lhe poderes de cura. No Central Park, o referente é o Aqueduto de Croton inaugurado em 1842, fornecendo à cidade pela primeira vez um suprimento confiável de água pura: assim, o anjo carrega um lírio em uma mão, representando a pureza, e com a outra ela abençoa a água abaixo.
A base da fonte foi projetada pelo arquiteto de todas as características originais do Central Park, Calvert Vaux, com detalhes escultóricos, como de costume, de Jacob Wrey Mold. No Plano Greensward de 1858 de Calvert Vaux e Frederick Law Olmsted, o terraço no final do Mall com vista para a paisagem naturalística do lago era simplesmente chamado de Terraço da Água, mas após a revelação do anjo, seu nome foi alterado para Terraço Bethesda.
Os painéis de esculturas no estilo abstrato orgânico proposto por Owen Jones, um mentor do escultor Jacob Wrey Mold são organizados por um programa iconográfico de temas: as estações, os tempos do dia, as idades da humanidade. Uma latitude considerável foi oferecida aos escultores que executavam o trabalho. Na década de 1970, a Fonte Bethesda estava completamente seca. No entanto, a fonte foi restaurada em 1980-1981 pela Central Park Conservancy como a primeira parte de seu plano para renovar o Central Park.

## Galeria de imagens

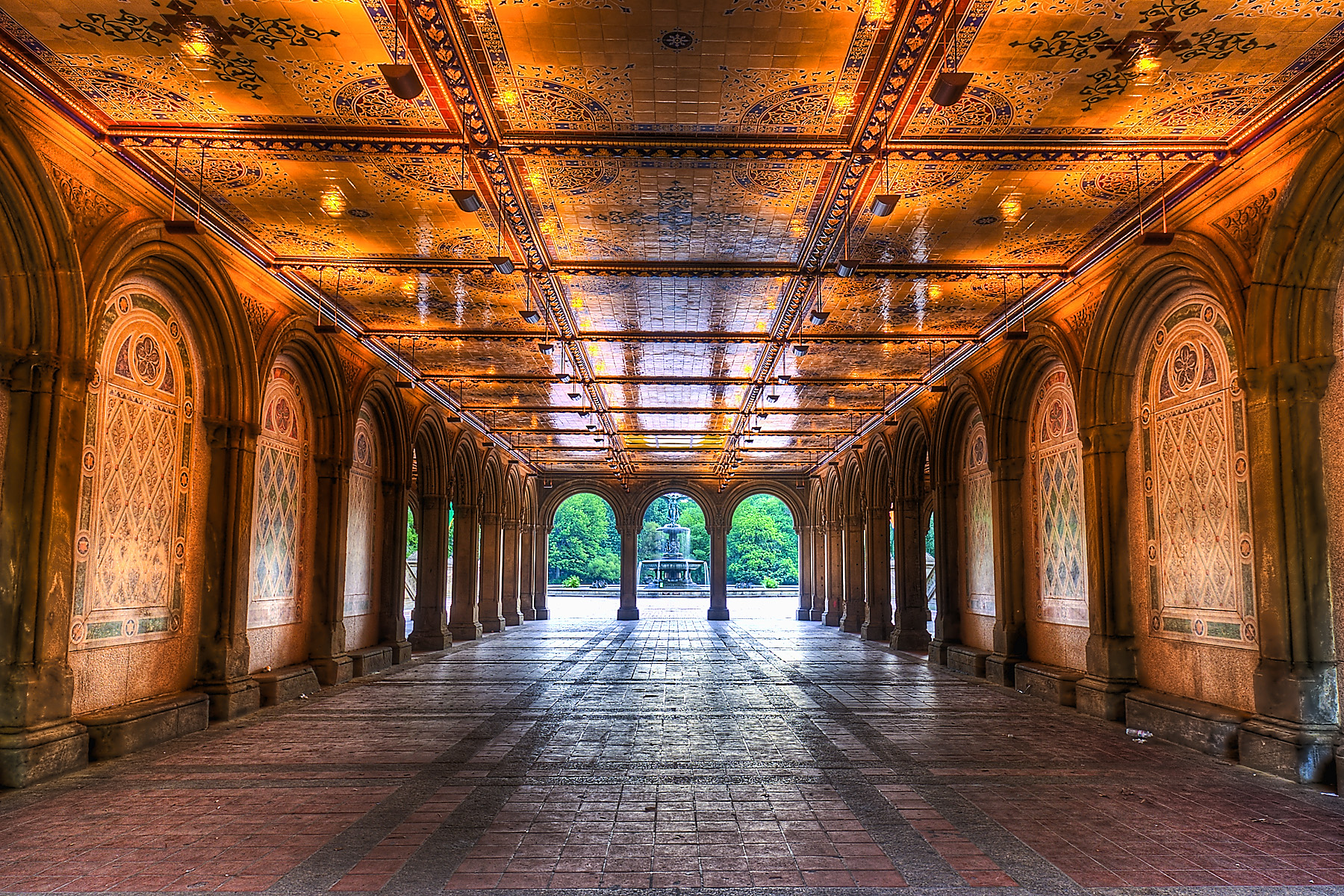
Passagem inferior
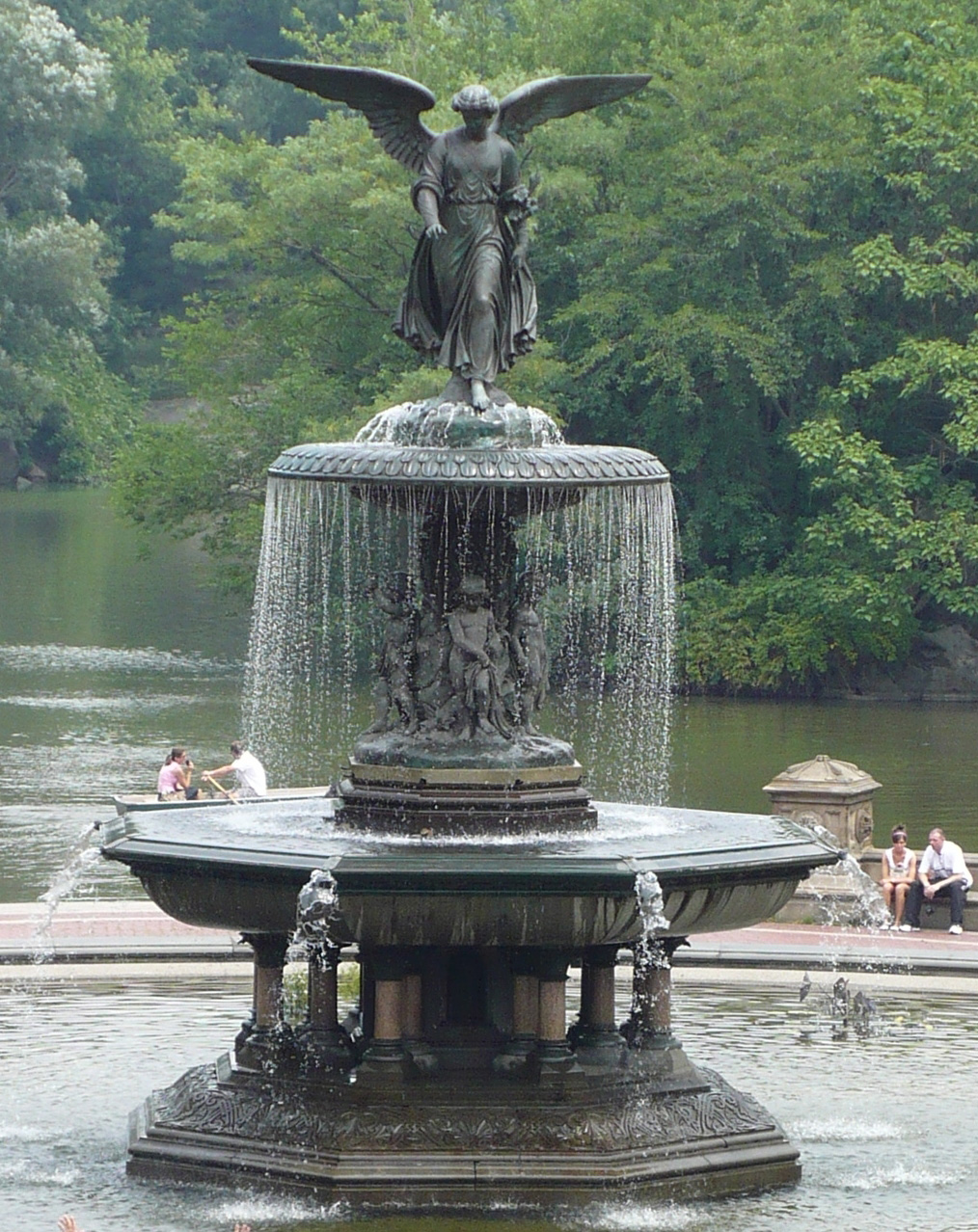
Anjo das Águas
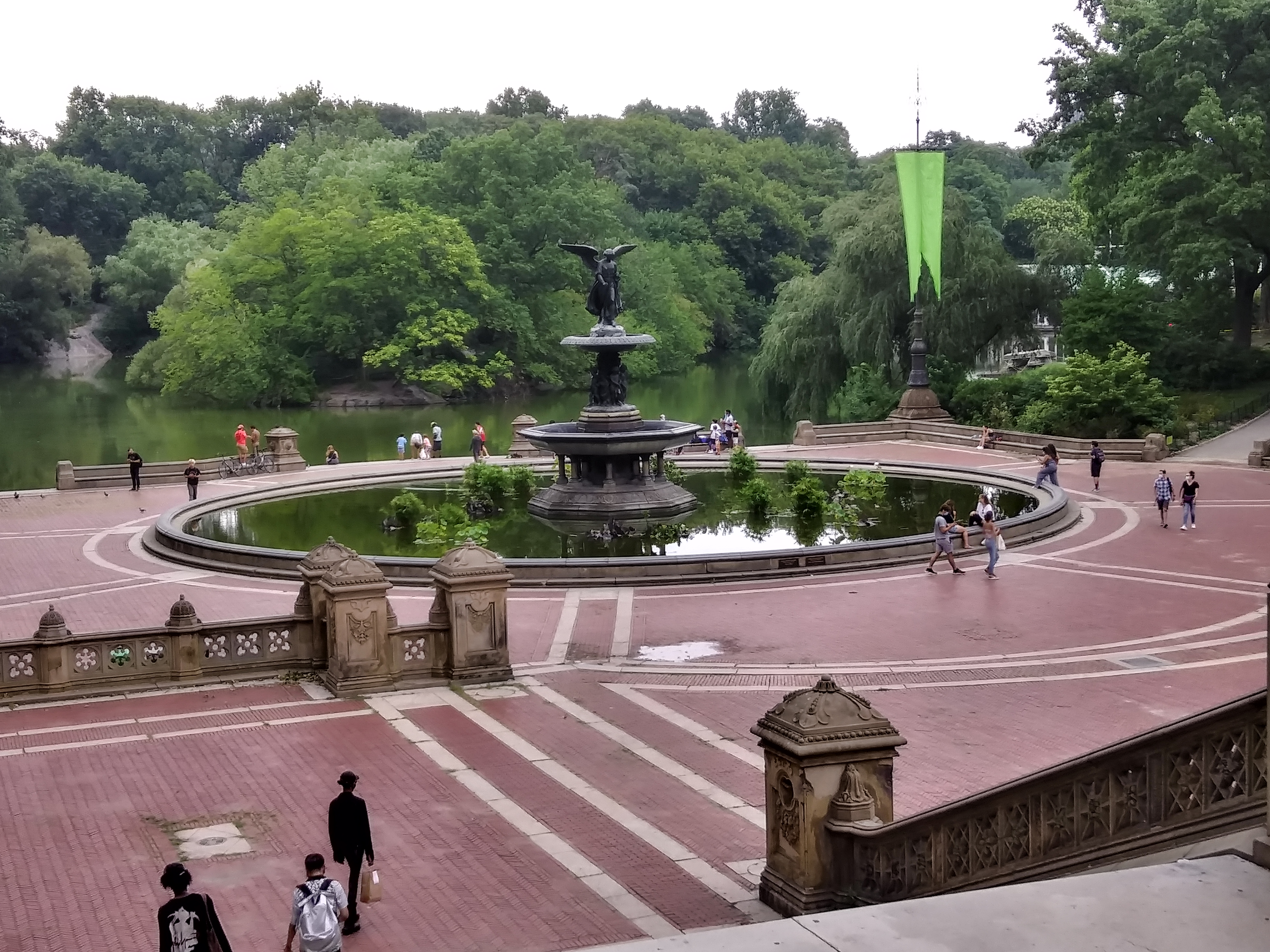
Terraço e fonnte
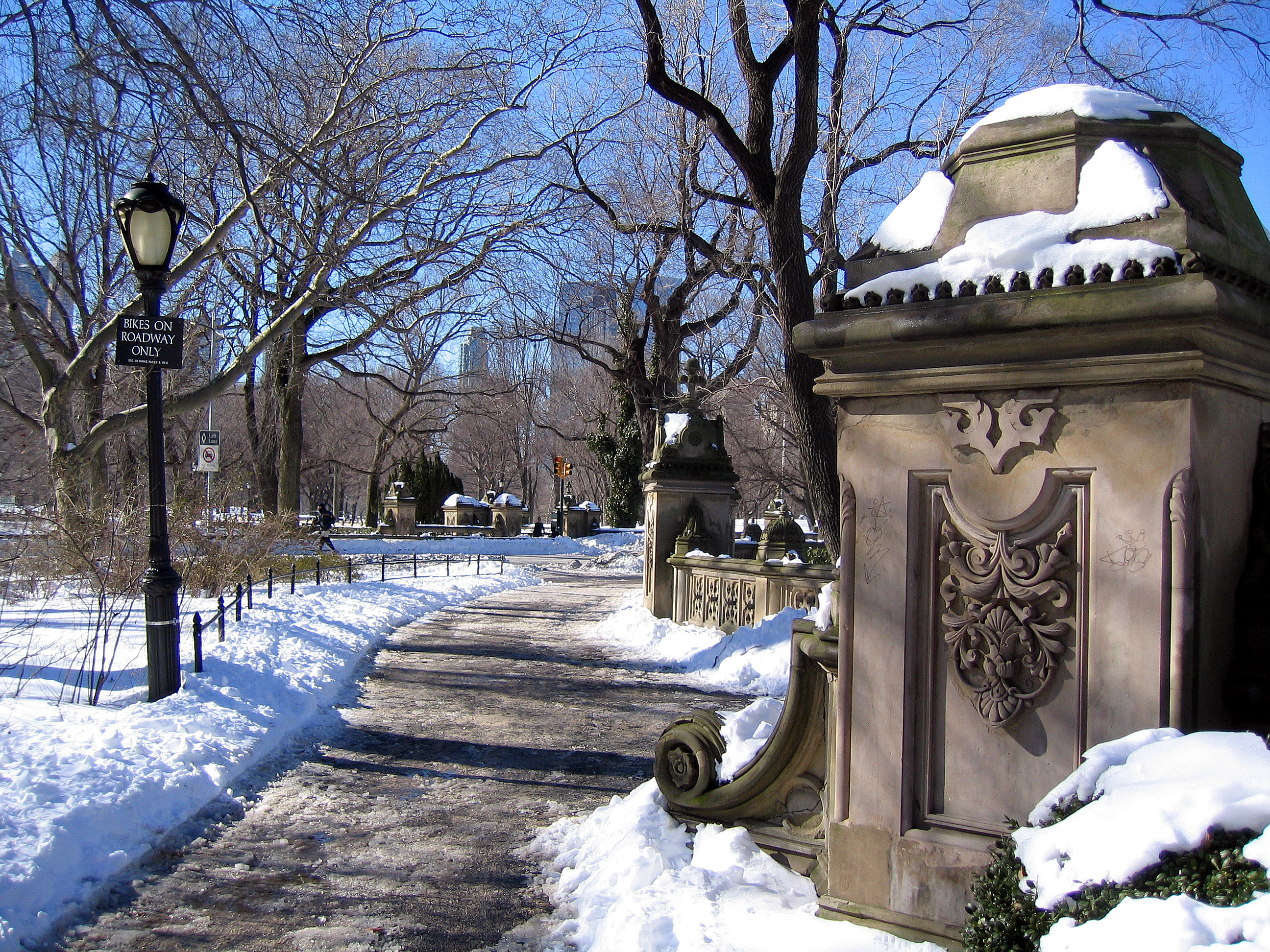
Neve em 2004

## Na cultura popular

### Cinema
- Home Alone 2: Lost in New York (1992); O personagem principal Kevin McCallister é perseguido pela dupla de bandidos Harry e Marv e chega até o terraço e fonte Bethesda.[12]
- Ransom (1996);
- Angels in America (2003);
- Enchanted (2007);
- The Informer (2019); cena final.[13]